# موش‌های جهان جدید

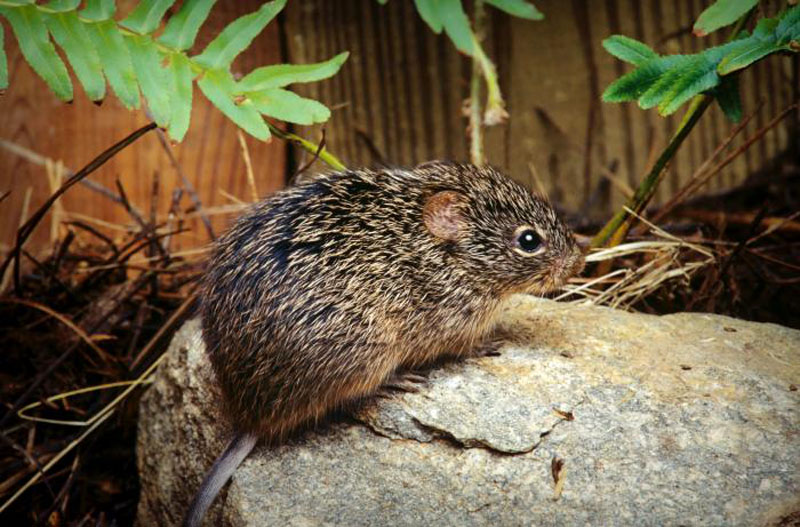
Cotton rats like Sigmodon hispidus از جوندگان "جهان جدید" هستند که در آمریکای شمالی و جنوبی پراکندگی داشته و از خویشاوندان نزدیک موش‌های بومی این قاره محسوب می‌شوند.

موش‌های جهان جدید گروهی از جوندگان مرتبط هستند که در آمریکای شمالی و جنوبی یافت می‌شوند. آنها از نظر ظاهر و بوم‌شناسی بسیار گوناگون هستند، از موش‌های کوتوله تا موش بزرگ‌جثه پشمین. آنها یکی از معدود نمونه‌های موش‌واران (همراه با ول‌ها) در آمریکای شمالی و تنها نمونه جوندگان موش‌وار هستند که به آمریکای جنوبی راه یافته‌اند.
موش‌های جهان جدید اغلب بخشی از یک زیرخانواده منفرد به سینی‌دانیان در نظر گرفته می‌شوند، اما روند اخیر در میان آرایه‌شناسان موش‌وار شناسایی سه زیرخانواده جداگانه است. این راهبرد بهتر نشان‌دهنده تنوع شدید تعداد گونه‌ها و انواع بوم‌شناختی است.
برخی از مطالعات تبارزایی مولکولی نشان داده‌اند که موش‌های جهان جدید یک گروه تک‌تبار نیستند، اما این هنوز تأیید نشده‌است. نزدیک‌ترین خویشاوندان آنها مشخصاً همسترها و ول‌ها هستند.
موش‌های جهان جدید به ۳ زیرخانواده، ۱۲ تبار و ۸۴ سرده تقسیم می‌شوند.